# Muralla del Revellín
Las murallas del Revellín son los restos de las fortificaciones que tuvo la ciudad de Logroño, de las que se conservan fragmentos dispersos y la puerta orientada al oeste. El proceso más importante de fortificación de la ciudad se produjo entre 1498 y 1540, reforzándose la antigua muralla medieval.

## Contexto
Aprovechando las dificultades creadas por el levantamiento comunero en Castilla, las tropas de Francisco I de Francia comandadas por el general Asparrot y apoyadas por contingentes navarros, tras recuperar el reino para Enrique II Albret, cruzaron el Ebro y asediaron la ciudad de Logroño durante una semana entre el 5 y el 11 de junio de 1521. Se trata del célebre cerco de Logroño de 1521, todavía recordado a día de hoy en sus fiesta patronales de San Bernabé. Aunque la leyenda rosa construida en torno a estos hechos aseguraba que sus huestes contaban con unos 30.000 soldados, recientes investigaciones reducen su número a unos 8.000 efectivos. En la ciudad resistían cerca de 3.000 soldados castellanos al mando de varios capitanes entre los que destacaban Pedro Vélez de Guevara, Pedro de Beaumont (pariente del conde de Lerín) o Diego De Vera. El desenlace de esta acción fue negativa para los intereses de Asparrot, quien tuvo que levantar el asedio ante la resistencia de la localidad, la indisciplina y baja moral de sus soldados y la llegada de refuerzos desde Castilla.
Este ataque reflejó la importancia estratégica de la ciudad de Logroño, llamada por aquel entonces "la llave de Castilla" y convenció a las autoridades de la necesidad de reforzar sus defensas. En consecuencia, un año después de los hechos comenzaron a realizarse obras de ampliación y mejora de las fortificaciones. Es de este periodo del que se conservan los restos más visibles de la muralla, adosada al célebre Cubo del Revellín.
A partir de la segunda mitad del siglo XVI fue perdiéndose la importancia de la defensa de la ciudad, lo que hizo que el deterioro de las murallas fuese evidente. Con el correr de los siglos se construyeron edificios particulares adosados a la misma, lo cual no impidió que se conservaran los restos actuales.

## Celebración de San Bernabé
Durante las fiestas de San Bernabé la cofradía del Pez obsequia a los ciudadanos con una ración de pan, peces y vino en memoria del sitio de 1521 precisamente en las inmediaciones de la muralla del Revellín. Esta celebración tiene su origen en fechas muy recientes (años 20-30 del siglo XX) y no se contemplaba en absoluto en el Voto de San Bernabé original. Parece que fue una iniciativa privada que pretendía homenajear a los habitantes de la ciudad por unas penurias que, según demuestran las investigaciones, no fueron tales. En todo caso, este acto festivo ha triunfado en el imaginario colectivo logroñés, es muy querido y resulta de los más multitudinarios de las fiestas. 